# باغ نو
 باغ نو  (بالفارسية: روستاى باغ نو )، قرية صغيرة تـتبع لـالبلدة المركزية (بالفارسية: بخش مركزى ) من توابع مدينة بستك وتقع في غرب محافظة هرمزگان في جنوب إيران.

## حدود قرية باغ نو
حدود قرية باغ نو : من الشمال أزدي، ومن الجنوب جبل، ومن الغرب قرية خلیل، ومن الشرق تنتهي بـجبل.

## السكان
يبلغ عدد سكان هذه القرية حسب تعداد السكان لعام 2006 للميلاد، (12) نسمه تشكل (2 عائلة)، من أهل السنة والجماعة وعلى المذهب الشافعي. يتكلون الفارسية باللهجة المحلية. بها مسجد، وبركة لحفظ مياه الأمطار، وعين ماء عليها حوالي 300 نخل في جنوب القرية.

## مهنة السكان
سكان القرية يمتهنون بتربية المواشي والأغنام. ويجلبون الحطب من الجبال المحيطة بهم، وكذلك الأعشاب الطبية الموجودة على سفح الجبل وبيعها في القرى المجاورة لهم.

## وصلات خارجية
- التقسيمات الادارية لمحافظة هرمزگان